# 8. миленијум
8. миленијум је миленијум, односно период, који ће почети 1. јануара 7001. године, а завршити се 31. децембра 8000. године.